# گانهیلد ساندلی
گانهیلد ساندلی (انگلیسی: Gunnhild Sundli؛ زادهٔ ۲ ژوئیهٔ ۱۹۸۵) موسیقی‌دان، هنرپیشه اهل نروژ است.
او عضو گروه گوته است.